# Onthophagus javanitidus
Onthophagus javanitidus är en skalbaggsart som beskrevs av Ochi, Kon och Sri Hartini 2010. Onthophagus javanitidus ingår i släktet Onthophagus och familjen bladhorningar. Inga underarter finns listade i Catalogue of Life.